# Hatton Castle (Aberdeenshire)

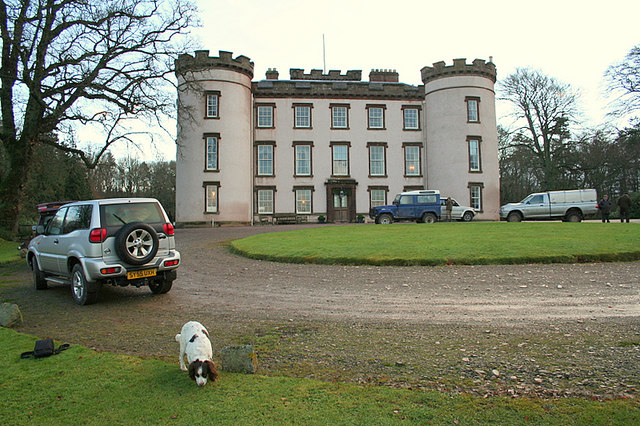
Hatton Castle

Hatton Castle ist ein Landhaus etwa 3 km südöstlich von Turriff in der schottischen Council Area Aberdeenshire. Früher wurde das Haus auch Balquholly Castle oder Balquollie Castle genannt, wurde aber 1914 umbenannt. Das Haus mit 1671 m² Wohnfläche hat Historic Scotland seit 1972 als historisches Bauwerk der Kategorie A gelistet und die Gärten sind im Inventory of Gardens and Designed Landscapes in Scotland aufgeführt.

## Geschichte des Anwesens
Anfang des 14. Jahrhunderts verlehnte König Robert the Bruce die Ländereien, die damals Loscraigie genannt wurden, an Patrick de Monte Alto. „Mowat“ ist die Anglisierung von „Monte Alto“. Den Namen „Balquholly“ erhielt das Anwesen irgendwann vor dem 16. Jahrhundert. Aufzeichnungen beweisen, dass es bereits Anfang der 1500er-Jahre ein Gebäude namens „Balquholy“ auf diesen Ländereien gegeben hat, aber vermutlich war dies sogar noch früher der Fall. Alexander Duff von Hatton kaufte das Anwesen 1709 – auch wenn die Verträge nicht von 1729 geschlossen wurden – und seither blieb es in der Familie.

## Das Landhaus
Der Bau des heutigen, mit Zinnen versehenen Landhauses begann 1812 und wurde 1814 abgeschlossen. Damals wurde der Name in „Hatton Castle“ geändert. Im Keller befinden sich ein Weinkeller und ein Waffenraum. Die Halle im Erdgeschoss hat eine Glaslaterne über einer Steintreppe, die Zugang zum 1. Obergeschoss gewährt. Im 1. Obergeschoss gibt es zwei Schlafzimmer, im 2. Obergeschoss sieben. Im Dachgeschoss befinden sich vier zusätzliche Schlafzimmer, ein Badezimmer und Lagerräume.
Am 28. November 1972 hat Historic Scotland Hatton Castle als historisches Bauwerk der Kategorie A ausgewiesen. Die Gärten wurden in das Inventory of Gardens and Designed Landscapes in Scogland aufgenommen und gelten als bemerkenswert in historischer und architektonischer Sicht.